# Proto-mixezoque
El proto-mixezoque és una llengua que els estudiosos del llenguatge i els historiadors de Mesoamèrica creuen que van parlar els habitants de l'Istme de Mèxic durant el període formatiu inicial (c. 2000-1200 aC).
Les evidències d'aquesta llengua proto-mixezoque són limitades i els investigadors han reconstruït només una petita quantitat del seu vocabulari, unes 450 paraules.

## Marcador ètnic
La influència olmeca sobre els grups i les cultures veïnes i les que les van seguir suggereixen que compartien un llenguatge similar, o bé que tenien arrels en un llenguatge similar, el proto-mixezoque En les llengües mesoamericanes posteriors les evidències de manlleus lingüístics suggereix que en les primeres èpoques la influència dels olmeques arribà no sols als fets materials, sinó també als lingüístics. Moltes de les paraules prestades per aquestes civilitzacions primerenques mostren una significació compartida sobre la importància de conreus mesoamericans, fesols, carbassa, tomàquet, blat de moro i la preparació d'aliments. El vocabulari revela que els parlants mesoamericans tenien una cultura sofisticada per al seu temps.

## Fonologia
Una vocal podria o bé ser curta o llarga, i el nucli d'una síl·laba podria implicar una vocal curta o llarga, o ser seguida per /?/ o /h/.

## Llengua mixezoque
La cultura que els arqueòlegs anomenaren Mokaya vol dir “poble del moresc” en llengua contemporània mixezoque. L'evidència arqueològica indica que la llengua mixezoque es parlava a través de l'istme i, per tant, compartia les seves arrels en aquesta tradició de llengua olmeca, i un ancestre comú, el proto-mixezoque.